# Soizé
Soizé foi uma comuna francesa na região administrativa do Centro, no departamento Eure-et-Loir. Estendia-se por uma área de 17,87 km². Em 2010 a comuna tinha 309 habitantes (densidade: 17,3 hab./km²).
Em 1 de janeiro de 2019, passou a formar parte da nova comuna de Authon-du-Perche.